# Zastava P25
Застава П25 «Чёрная дама» (серб. Застава P25 "Црна Дама") — сербский самозарядный карманный пистолет производства компании «Застава».

## Изготовление
Рамка пистолета изготавливается из алюминиевого сплава. Рукоятка делается из грецкого ореха.

## Предназначение
Как правило, на рынке оружия продаётся в качестве оружия для самообороны.

## Похожие пистолеты
- Застава M56
- Застава M88
- Застава CZ 99